# Campionat del món de ciclisme en pista de 1904
El Campionat Mundial de Ciclisme en Pista de 1904 es va celebrar a Londres (Anglaterra) del 3 al 10 de setembre de 1904. La competició es va celebrar al Crystal Palace de Londres. En total es va competir en 4 disciplines, 2 de professionals i 2 d'amateurs.

## Resultats

### Professional
| Prova                | Or                             | Argent                         | Bronze                        |
| Velocitat individual | Iver Lawson · Estats Units     | Thorvald Ellegaard · Dinamarca | Henri Mayer · Imperi Alemany  |
| Darrere moto         | Robert Walthour · Estats Units | César Simar · França           | Arthur Vanderstuyft · Bèlgica |

#### Amateur
| Prova                | Or                           | Argent                   | Bronze                       |
| Velocitat individual | Marcus Hurley · Estats Units | Arthur Reed · Regne Unit | Jimmy Benyon · Regne Unit    |
| Darrere moto         | Leon Meredith · Regne Unit   | Billy Pett · Regne Unit  | George A. Olley · Regne Unit |

## Medaller
| Pos. | País           | Or | Plata | Bronze | Total |
| 1    | França         | 3  | 1     | 3      | 7     |
| 2    | Regne Unit     | 1  | 0     | 0      | 1     |
| 3    | Bèlgica        | 0  | 2     | 0      | 2     |
| 4    | Imperi Alemany | 0  | 1     | 1      | 2     |